# Sèrie 112 de FGC
La sèrie 112 dels Ferrocarrils de la Generalitat de Catalunya està formada per 22 unitats de tren elèctriques que operen a la línia Barcelona-Vallès des del 1999 les 16 primeres i des del 2003 les 6 restants. Els trens estan formats per 4 cotxes i són accessibles a persones amb mobilitat reduïda. Són la segona generació de trens elèctrics que operen a la línia Barcelona-Vallès adquirits per FGC.

## Història
La sèrie 112 d'FGC es va fabricar en dos lots entre els anys 1995 i 2002 per tal de substituir les unitats més antigues de la xarxa d'ample internacional d'FGC, per tal de millorar la freqüència i qualitat del servei entre el Vallès Occidental i Barcelona. Va ser la segona sèrie d'unitats múltiples elèctriques encomanades per FGC després de les FGC 111.
L'objectiu primari que va motivar la seua fabricació va ser l'entrada en funcionament de les noves freqüències de l'anomenat "Metro del Vallès", nom que es va donar al servei d'alta freqüència en la línia Barcelona-Vallès. A més els nombrosos problemes de la sèrie 111, que van fer que la seua explotació no es pogués considerar normalitzada, de manera que es va considerar escaient la fabricació d'una nova sèrie d'unitats veritablement modernes.
El primer lot va ser fabricat per CAF el 1995 i varen entrar servei gradualment al llarg de l'any següent, substituint a les unitats automotores que abans realitzaven el servei a la línia, en particular les sèries 400, 500 i derivades. El servei prestat es va considerar un èxit, i va augmentar notablement el nombre de passatgers que fan servir la línia. Per este motiu es va encomanar un segon lot per tal d'augmentar les freqüències i oferta dels diferents serveis que empraven la línia, tot i que el fabricat ja no va ser CAF sinó GEC-Alsthom.
El 2018 es va anunciar una inversió de 33 milions d'euros per tal d'afrontar la renovació de les unitats del primer lot de la sèrie, així com unitats d'altres sèries que presten servei en la línia, pel fet que les 112 ja s'acostaven a l'equador de la seua vida útil i en el marc d'un nou programa de millora de freqüències i servei en el Metro del Vallès.

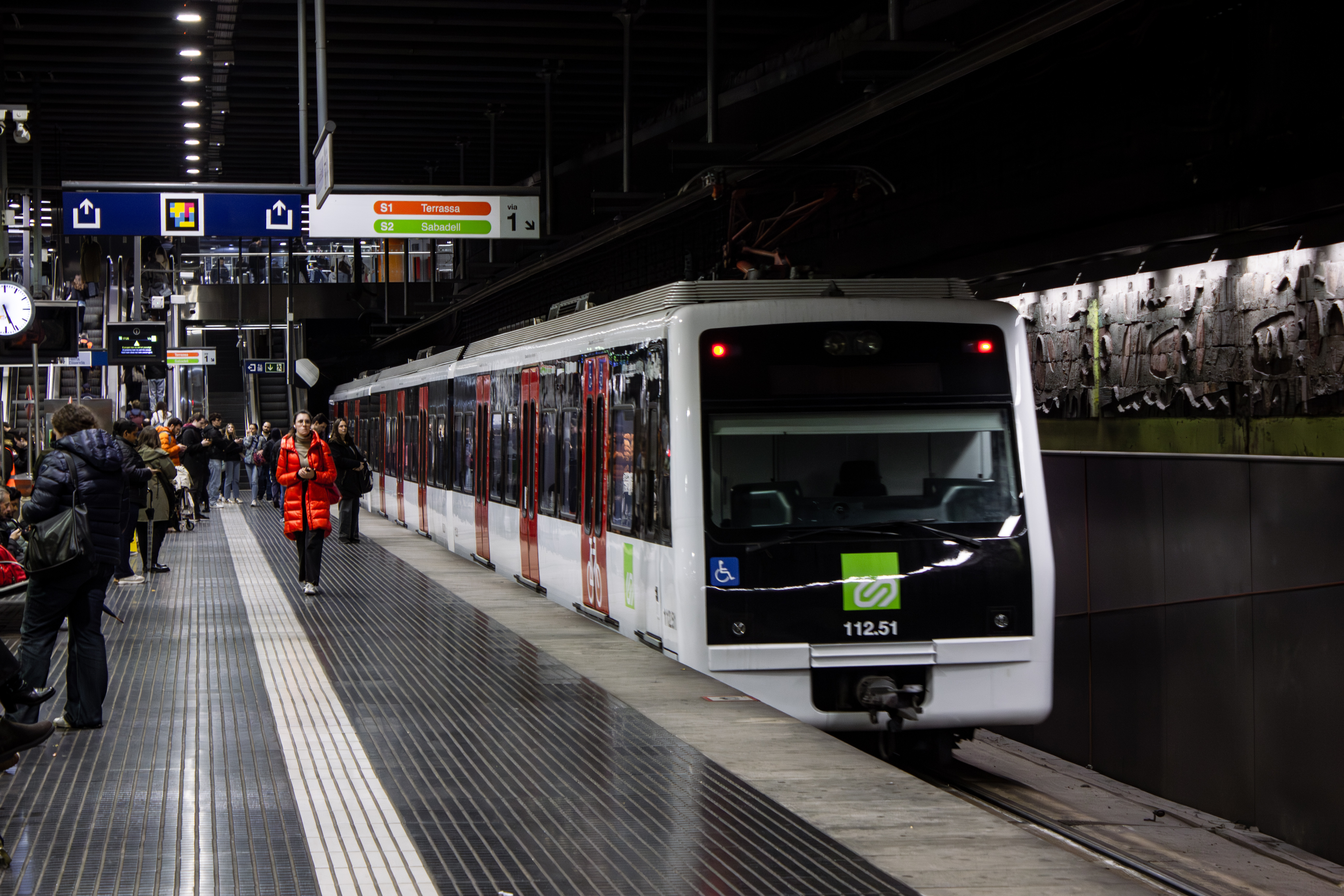
Un tren FGC 112 reformat a l'estació de Sarrià

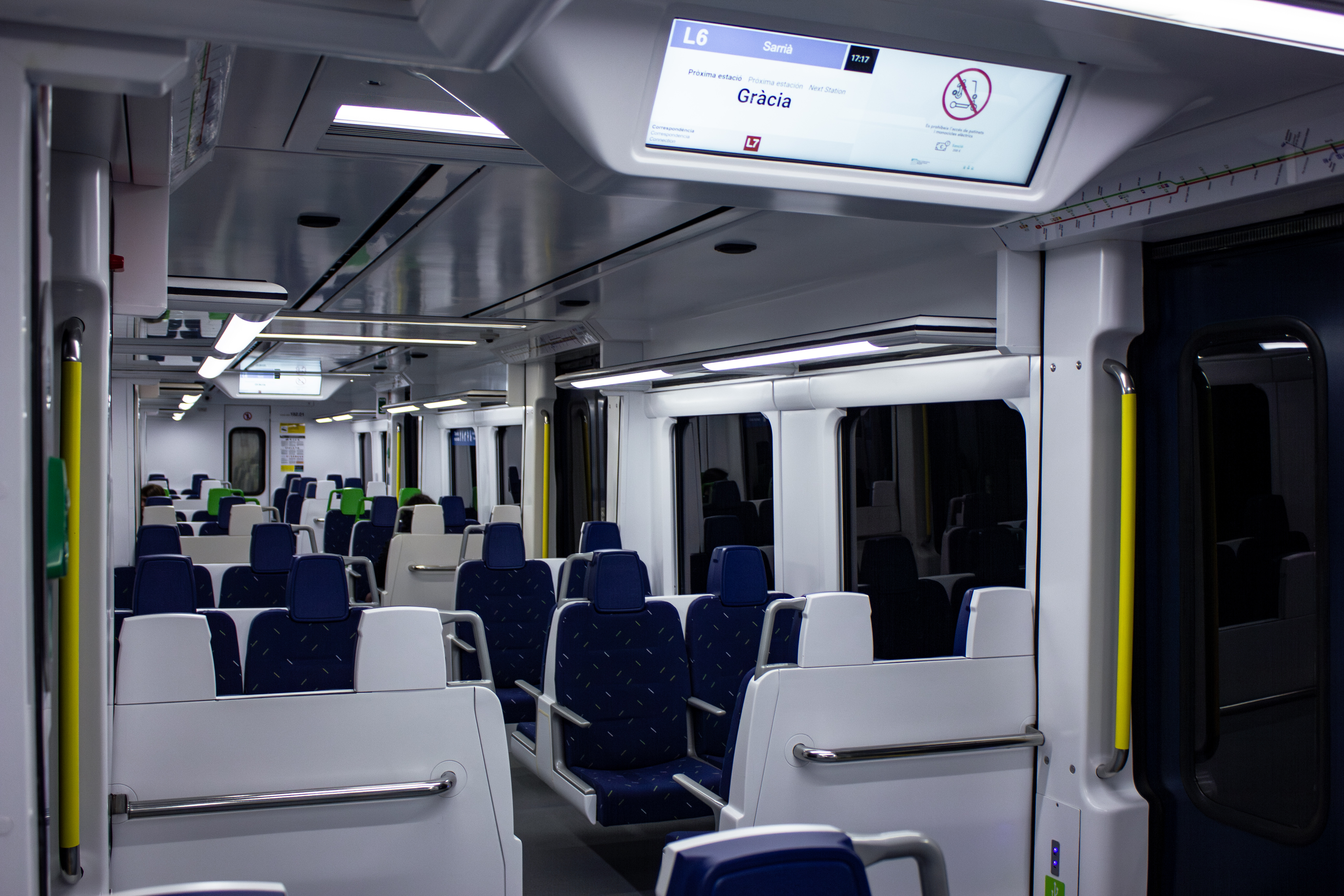
L'interior d'un tren FGC 112 reformat

L'any 2024 es va presentar el primer prototip d'un tren renovat de la sèrie 112. Es tractava de la primera unitat que havia passat per la reforma de mitja vida, i presentava un disseny més similar a la sèrie 115 de FGC, dotant-lo de pantalles panoràmiques i ports USB. En un principi, s'havia de posar en circulació a la tardor del mateix any, però la seva posada en marxa es va retardar al març del 2025.

## Disseny

### Exterior
L'aspecte exterior va continuar el procés de modernització i desenvolupament començat per les unitats de la sèrie 111. Les caixes varen ser fabricades d'alumini amb frontals de polièster, de manera que es va continuar la conversió estètica del material de la línia. Originalment van retindre els colors de les 111, però eventualment van ser repintades amb el logo en verd, seguint l'homogeneització estètica amb la resta de material rodant.

### Interior

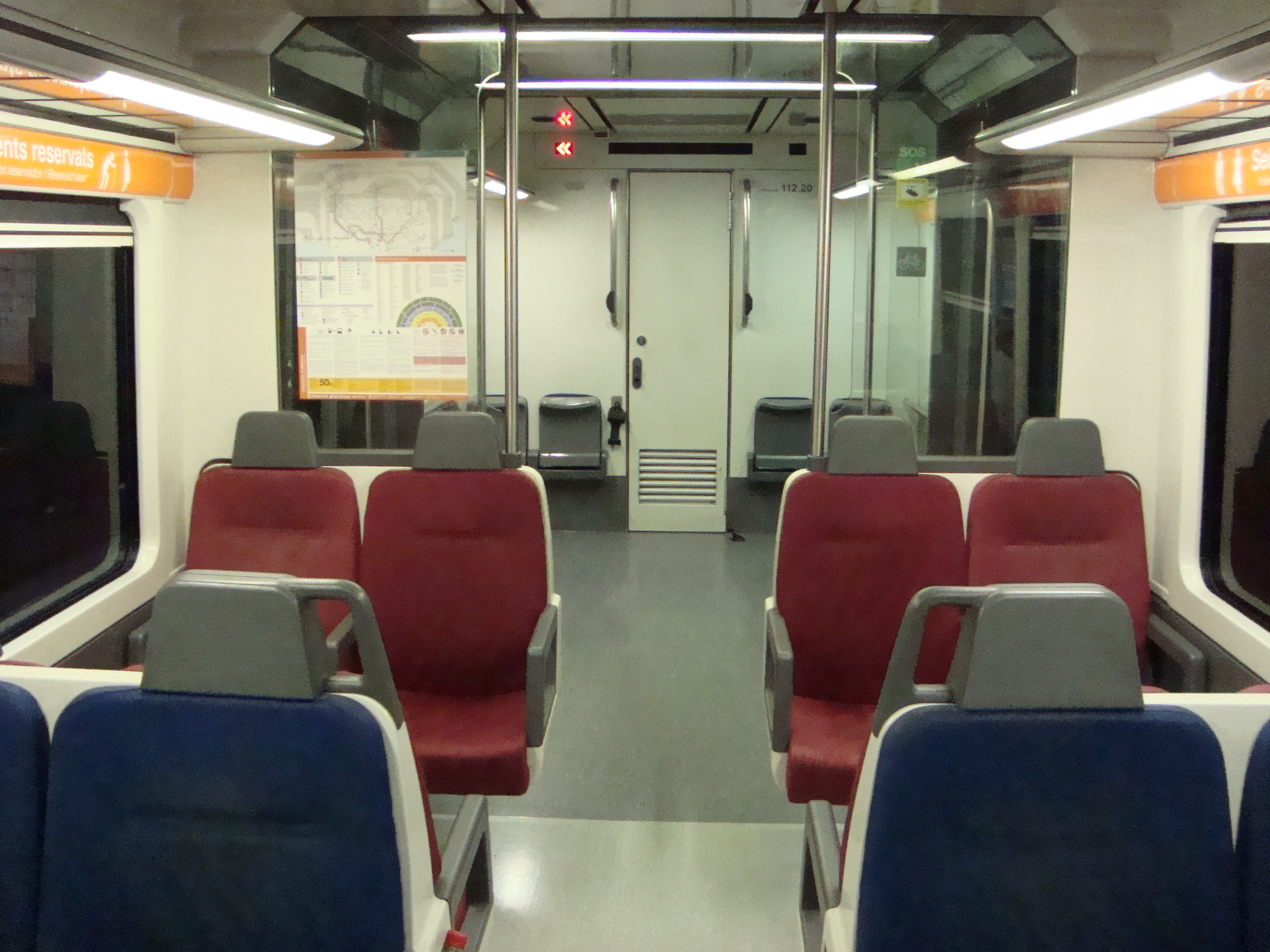
Interior d'una de les unitats de la sèrie 112 sense reformar

Les unitats van incorporar nombroses innovacions pel que fa a l'accessibilitat i confort pels viatgers. Incorporaren una plataforma adaptada a persones amb mobilitat reduïda, espais polivalents per permetre l'accés de cadires de rodes i bicicletes, climatització digital, teleindicadors interiors i megafonia, aïllament termo-acústic i portes d'accionament electrònic; trets que en l'actualitat semblen ubics, però que llavors van representar una notable modernització del ferrocarril vallesà.
Els seients, tot i incorporar nous materials i aïllament tèrmic van romandre en una disposició transversal, en un format de tertulia.

## Característiques tècniques
A continuació es presenta un quadre amb les especificacions tècniques de les unitats:
| Tret                              | Unitat               | Valor                         |
| --------------------------------- | -------------------- | ----------------------------- |
| Anys de construcció               |                      | 1995 i 2002                   |
| Quantitat                         | Nombre d'unitats     | 22                            |
| Constructor                       |                      | ABB, Alstom i CAF             |
| Composició                        |                      | Mc-M-R-Mc                     |
| Diàmetre de les rodes             | mil·límetres         | 840                           |
| Ample de via                      | mil·límetres         | 1435 (estàndard)              |
| Amplada de la caixa               | mil·límetres         | 2750                          |
| Estructura de la caixa            | Material             | Alumini                       |
| Longitud entre topalls per unitat | metres               | 79,52                         |
| Pes en ordre de marxa (Unitat)    | Tones mètriques      | 132,6                         |
| Pes per eix                       | Tones mètriques      | 9                             |
| Tipus de bogie                    |                      | Monomotor monoreductor        |
| Tensió d'alimentació              | Volts CC             | 1500                          |
| Potència nominal                  | Kilowatts            | 1080                          |
| Potència nominal                  | Cavalls de vapor     | 1467                          |
| Velocitat màxima                  | Quilòmetres per hora | 90                            |
| Motors de tracció                 | Nombre               | 12 (2 per bogie motor)        |
| Tipus de motor                    |                      | Trifàsic asíncron 4 EBA 35420 |
| Potència continua per motor       | Kilowatts            | 180                           |
| Potència continua per motor       | Cavalls de vapor     | 245                           |
| Fre elèctric                      |                      | Reostàtic i recuperació       |
| Fre pneumàtic                     |                      | Aire comprimit                |
| Sistema de control                |                      | ATO i ATP                     |
| Comunicacions                     |                      | Wi-Fi i Ràdio (Tren terra)    |
| Senyalització                     |                      | ATP i ATO                     |
| Tipus d'enganxall                 |                      | Compact-BSI                   |
| Comandament múltiple              |                      | 2 unitats                     |
| Capacitat                         | persones/unitat      | 724                           |
| Places assegudes                  | persones/unitat      | 232                           |